# Marcipa transversata
Marcipa transversata là một loài bướm đêm trong họ Erebidae.